# Wadi al-Jarf
Wadi al-Jarf è l'attuale nome di un'area lungo la costa del Golfo di Suez, nel Mar Rosso in Egitto, circa 120 km a sud di Suez dove sorgeva quello che è considerato il porto più antico del mondo, risalente alla IV dinastia egizia (2620-2500 a.C.) cioè a circa 4500 anni fa.  Sul luogo sono stati rinvenuti molti manufatti e ceramiche che ne hanno consentito la datazione. Sono state trovate ancore di pietra nel bacino del porto, in acqua, e, in grotte scavate nelle pendici delle colline a 5 km nell'entroterra, papiri, anfore da trasporto e resti di materiali per la costruzione e la manutenzione di imbarcazioni. Questi ritrovamenti confermano non solo i commerci con i vicini porti del Sinai, ma la capacità degli egiziani dell'Antico Regno di intraprendere viaggi per mare di lunga percorrenza, per raggiungere forse il mitico Paese di Punt.

## Il luogo
Wadi al-Jarf si trova 24 km a sud dello sbocco del Wadi Araba, un arido vallone che con una lunghezza di circa 160 km collega la valle del Nilo a nord di Beni Souef e l'oasi di Fayyum con la costa del Mar rosso in prossimità della cittadina di Zafarana. Il sito archeologico è posto ai piedi del monte Galâlâ in prossimità del Wadi Deir che conduce al monastero di San Paolo. Consta di due parti, la prima nell'entroterra a circa 5 km dall'attuale costa del Mar Rosso dove si trovano le grotte, la seconda il porto vero e proprio sulla riva del mare. Lungo la linea che congiunge i due siti si trova un antico edificio che costituisce parte integrante del sito.

## La scoperta
Il sito archeologico fu scoperto per la prima volta, nel 1832, da John Gardner Wilkinson, viaggiatore e pioniere inglese dell'archeologia, il quale individuò anche le gallerie e ritenne che fossero tombe.
Fu riscoperto da una squadra francese, diretta dall'archeologo François Bissey nel 1953 che denominò il sito Rod el-Khawaga ma che ben presto lo abbandonò a causa della crisi di Suez nel 1956.  La pubblicazione, nel 2008, di parte degli archivi di Bissey fu il punto di partenza per una nuova campagna di scavi iniziati nel 2011 e completati nel 2012 da un team misto franco egiziano diretto da Pierre Tallet della Sorbona di Parigi e da El Sayed Mahfouz dell'University di Assiut.
Nell aprile del 2013 Pierre Tallet e Grégory Marouard (Oriental Institute, University of Chicago) annunciarono la scoperta del porto antico e dei papiri di al-Jarf.

Precedenti campagne di Tallet avevano portato alla luce nel sito di Ayn Sukhna (circa 80 km più a nord di Wadi al-Jarf) strutture simili, più recenti nel loro sviluppo e forse fondate nel corso della V dinastia, ma poco strutturate, senza sporgenti a mare a di dimensioni ridotte rispetto a Wadi al-Jarf. Nel 2005 l'archeologo italiano Rodolfo Fattovich dell'Università degli studi di Napoli "L'Orientale" aveva trovato a Mersa Gawasis un porto risalente alla XVIII dinastia egizia, riferibile al viaggio della regina Hatshepsut verso il paese di Punt.

## Manufatti

### Il porto
Il complesso del porto disponeva di un molo di pietra, a forma di L, che si estendeva in mare per una lunghezza di circa 300 m che risulta ancora parzialmente affiorante durante la bassa marea.
Il porto era sovrastato da un alamat, una sorta di torre di pietre ammassate che veniva usata come segnale per individuare il porto lungo una costa poco differenziata nel suo sviluppo. Grazie all'esplorazione subacquea gli archeologi sono stai in grado di recuperare 21 ancore di pietra che confermano che la struttura muraria sia stato il molo di un porto. Per la prima volta ancore faraoniche sono state rinvenute nel loro contesto originale e sono di gran lunga le più antiche rinvenute. Molto probabilmente queste ancore erano usate come ormeggio permanente per le navi che attraccavano al porto. Accanto alle ancore sono state rinvenute grandi anfore, di fabbricazione locale, simili a quelle rinvenute nelle gallerie, il che conferma l'uso coevo del porto e dei magazzini nelle gallerie. La datazione della ceramica delle anfore conferma che il porto risale alla IV dinastia attorno al 2600a.C.
Altre 99 ancore sono state rinvenute nei resti di edifici apparentemente destinati a magazzino.

### Gli alloggiamenti
A nord del porto, a circa 500 m, sono stati trovati tre gruppi di edifici. La costruzione a pianta rettangolare e l'organizzazione delle stanze secondo uno schema a celle indicano che essi erano destinati ad alloggi.

### L'edificio
Ad ovest del porto, a circa 2 km, sulle prime colline di arenaria si trova una zona presumibilmente adibita a ricovero per le numerose maestranze presenti in loco. Uno di questi edifici è stato regolarmente riutilizzato nel corso dei secoli, presenta un'organizzazione interna secondo uno schema tipico del Regno antico e la datazione delle ceramiche ne conferma l'età. Le celle sono orientate nord-sud, ma la funzione dell'edificio è ancora sconosciuta. Con una dimensione di 60 x 30 m è la struttura faraonica più grande mai rinvenuta sulla costa del Mar Rosso.

### Le gallerie
Circa 5 km all'interno della costa sono state rinvenute 30 gallerie, accuratamente scavate nell'arenaria delle prime colline del deserto orientale, che presumibilmente fungevano, come nei siti di Ayn Sukhna e Mersa Gawasis, da deposito di materiali e derrate per le spedizioni navali che usavano il vicino porto.
Ogni galleria poteva essere chiusa con pesanti lastre di arenaria, in maniera simile alle chiusure delle camere sepolcrali delle piramidi e delle tombe del Regno antico.
All'interno delle gallerie sono stati rinvenuti numerosi materiali e manufatti: pezzi di legno, incastri, funi, pezzi di vela, resti organici. Alcuni elementi di legno sono stati identificati come parti di grandi navi ed elementi legati alla navigazione come remi, timoni, scatole di legno, attrezzi da lavoro in legno e pietra.
Nelle gallerie sono state rinvenute grandi anfore, fabbricate localmente, in due fornaci dei dintorni, spesso marcate con segni geroglifici in rosso che identificano il nome della nave o degli equipaggi coinvolti nelle spedizioni.
Sono stati ritrovati anche numerosi frammenti di papiri databili alla quarte dinastia che di tale periodo danno uno spaccato di vita. Questi papiri sono i più antichi mai rinvenuti in Egitto.
Le gallerie hanno una lunghezza compresa tra 16 e 34 m ed hanno un'altezza di circa 2,50 m ed una larghezza tra 2,50 e 3 m. La galleria G3 contiene resti di una pittura murale che rappresenta un ufficiale con il bastone di comando in mano. Iscrizioni geroglifiche ne danno il nome ed il rango di scriba di Fayyum. Il riferimento a Fayyum corrobora la tesi che gli egiziani usassero il Wadi Araba per collegare con carovane di trasporto sia Fayyum che la valle del Nilo al Mar Rosso.
Davanti all'ingresso delle gallerie c'è una terrazza pavimentata che consente un più facile accesso e probabilmente evita che l'acqua penetri nelle gallerie stesse.
Tallet e colleghi ritengono che questo porto possa essere riconducibile al regno del faraone Cheope (2589–2566 a.C.) il cui nome è inciso in alcuni blocchi di pietra rinvenuti nel sito.

### I papiri
Dieci dei papiri rinvenuti sono molto ben conservati.  La maggior parte di questi documenti è databile all'anno 27 del regno di Cheope e descrive come l'amministrazione centrale inviasse cibo e forniture ai navigatori egiziani.  Un documento assume importanza particolare, è il diario di Merer un dignitario coinvolto nella costruzione della grande piramide di Cheope.